# 贝格 (上巴伐利亚行政区)
贝格（德語：Berg，發音：[bɛʁk] ⓘ）是德国巴伐利亚州上巴伐利亚行政区施塔恩贝格县的市镇，面积36.63平方千米，人口为人。